# 모리스 파퐁
|-
|}
모리스 파퐁(Maurice Papon, 1910년 9월 3일 ~ 2007년 2월 17일)은 프랑스인 공무원이자 나치 협력자로, 프랑스 점령 기간에 저지른 인도에 반한 죄로 유죄 판결을 받았다. 파퐁은 1930년대부터 1960년대까지 주요 도청에서 경찰을 이끌었으며, 이후 드골주의 정치인이 되었다. 제2차 세계 대전 중 보르도의 경찰 총무 비서로 재직할 당시 1,600명 이상의 유대인 강제 이송에 참여했다. 그는 또한 알제리 전쟁(1954–1962) 중 콩스탕틴 데파르트망의 지사로서 반군 포로를 고문하고, 파리 경찰청장으로서 자신이 "권고"한 통행금지령을 위반한 친-국민해방전선(FLN) 시위대를 대상으로 한 1961년 파리 학살을 명령한 것으로도 알려져 있다.
1961년, 모리스 파퐁은 국민해방전선의 반란으로 고심하던 프랑스 대통령 샤를 드골로부터 개인적으로 레지옹 도뇌르 훈장을 받았다. 파퐁은 또한 샤론 지하철 학살과 1961년 파리 학살에서 파리 경찰을 지휘했으며, 이 학살에서 200~300명의 알제리 시위대가 파리 경찰에 의해 의도적으로 살해되었다. 모로코 마르크스주의자 메흐디 벤 바르카의 의심스러운 강제 실종 사건으로 1967년 사임해야 했지만, 드골의 지원으로 쉬드 항공의 사장으로 임명되었는데, 이 회사는 콩코드 (비행기)를 공동 개발했다.
1968년 5월 이후, 파퐁은 프랑스 국민의회 의원으로 선출되어 여러 임기를 역임했다. 1978년부터 1981년까지 발레리 지스카르 데스탱 대통령 휘하의 레몽 바르 총리 내각에서 근무했다. 1981년 프랑스 대통령 선거의 두 차례 선거에서 지스카르 데스탱이 재선에 도전하던 중, 파퐁의 과거에 대한 상세한 내용이 르 카나르 앙셰네 신문에 유출되었다. 파퐁이 서명한 문서가 공개되어 1942년부터 1944년까지 1,690명의 보르도 유대인을 드랑시 수용소로 강제 이송한 그의 책임이 드러났다. 오랜 조사와 지루한 법정 싸움 끝에 그는 결국 재판을 받았다.
1998년, 파퐁은 인도에 반한 죄로 유죄 판결을 받았다. 그는 건강 문제로 2002년에 조기 석방되었다. 그는 2007년에 사망했다.

## 초기 생애 및 교육
파퐁은 센에마른의 그레츠아르맹빌리에에서 사무 변호사이자 산업가인 아버지 밑에서 태어났다. 1919년, 파퐁이 9살 때 그의 아버지는 코뮌의 시장으로 선출되어 1937년까지 그 직책을 맡았다. 그의 아버지는 또한 투르낭앙브리의 지역 대표(conseiller général)이자 1937년 칸톤 의회 의장이었다.
파퐁은 파리의 리세 루이르그랑에서 공부했다. 엘리트 학교의 동료 학생 중에는 훗날 프랑스 대통령이 된 조르주 퐁피두와 전쟁 후 샤를 드골 내각에 합류할 르네 브루이에가 있었다. 파퐁은 미래의 공무원과 정치인을 위한 특수 대학인 파리 정치 대학에 입학하여 법학, 심리학, 사회학을 공부했다.

## 초기 경력
20세에 공공 서비스에 들어선 후 파퐁은 빠르게 승진했다. 1931년 2월, 두 번째 좌파 연합 기간 동안 그는 항공부 장관 장루이 뒤메닐의 내각에서 일했다. 1935년 7월 내무부에 임명되었고, 1936년 1월에는 모리스 사바티에 아래서 부서 및 코뮌 사무국 부국장의 비서실장이 되었다.
1936년 6월, 인민전선 (프랑스) 정부 시절, 그는 자신의 아버지 친구이자 수상 비서실 부국장인 급진사회주의자 프랑수아 드 테상 비서실에 소속되었다. 그는 급진사회주의 청년 단체인 공화사회주의 대학 행동 연맹의 회원이 되었는데, 피에르 망데스 프랑스도 회원이었다.

## 제2차 세계 대전
1939년 8월 26일 제2 식민지 보병 연대에 동원된 파퐁은 트리폴리 (레바논), 프랑스령 레바논으로 보내졌다. 그는 프랑스 비밀 정보국을 라스알아인, 프랑스 위임통치령 시리아 북부에서 지휘하도록 배정되었다. 프랑스 공방전 이후, 그는 제대하여 1940년 10월까지 프랑스로 돌아왔다. 파퐁은 비시 프랑스 정부에 봉사하기로 결정했는데, 그의 멘토였던 장루이 뒤메닐과 모리스 사바티에가 1940년 7월 10일 필리프 페탱에게 모든 권한을 부여하는 데 찬성했기 때문이었다.
파퐁은 내무부 중앙 행정실 부국장에 임명된 후, 1941년 2월 1급 부지사로 임명되었다. 다음 달에는 모리스 사바티에의 총비서이자 내무장관실 행정 총비서가 되었다. 파퐁이 비시 정부를 선택한 반면, 94명의 공무원은 1941년 봄 말에 해고되었고, 104명은 연금 지급, 79명은 이동 조치되었다. 2002년 르 몽드는 "이제 중립은 더 이상 선택지가 아니다"라고 보도했다.
1942년 5월, 그의 상사인 사바티에는 비시 정부의 수반인 피에르 라발에 의해 아키텐의 지사로 임명되었다. 파퐁은 지롱드 (데파르트망)의 총무 비서로 임명되어 유대인 문제 담당을 맡았다.
파퐁은 후에 전쟁 중에 드골주의적 경향이 있었다고 주장했다. 당시 나치 독일의 기밀 보고서에 따르면 1943년 4월 그는 "개인적 또는 공식적 대화"에서 자신을 "협력자"라고 밝혔다. 1943년 7월의 또 다른 문서에서는 그를 "유능한 협상가"라고 불렀다.
제2차 세계 대전 중, 파퐁은 비시 프랑스 정권에서 고위 경찰관으로 근무했다. 그는 보르도 지역의 두 번째 고위 관리(지롱드 지사의 총비서)였으며, 유대인 문제 서비스의 감독관이었다. 유대인 문제에 대한 권한을 가진 파퐁은 유대인 말살을 책임지는 SS와 정기적으로 협력했다. 그의 지휘 아래 약 1,560명의 유대인이 강제 이송되었다. 대부분은 직접 메리냥 수용소로 보내진 다음, 파리 근처의 드랑시 수용소로, 마지막으로 아우슈비츠 또는 다른 나치 강제 수용소로 보내져 학살되었다.
1942년 7월부터 1944년 8월까지 12대의 기차가 보르도에서 드랑시로 출발했으며, 13세 미만 어린이 130명을 포함하여 약 1,600명의 유대인이 강제 이송되었고, 극히 일부만이 살아남았다. 파퐁은 또한 비시 정부가 통과시킨 반유대주의 법률을 시행했다. 1942년 7월까지 그는 204개의 기업을 "탈유대화"하고, 유대인 소유의 토지 64개를 매각했으며, 493개의 다른 사업체를 "탈유대화"하는 과정에 있었다.

## 제4공화국 하의 복권
일부 레지스탕스 대원들은 그의 활동에 의문을 제기했지만, 파퐁은 비시 정권 시기의 역할로 보르도 자유화 지방 위원회 (CDL)의 심판을 피할 수 있었다. 그는 가스통 퀴생의 보호를 받았기 때문이었다. 그는 자신이 레지스탕스에 참여했음을 증명하는 증명서를 제출했지만, 그 진위는 나중에 거부되었다.
CDL은 협력자들을 추적하는 에퓨라시옹을 담당했다. 프랑스 해방 당시 보르도의 레지스탕스는 매우 미약했다. 내부 분열과 독일의 탄압으로 인해 대원 수가 부족했다. 파퐁의 멘토이자 상사인 모리스 사바티에는 CDL로부터 "강제 이송"의 "비율"에 있어 자신의 도청이 가장 효율적이라고 "자랑했다"는 비난을 받았다. 그는 겨우 몇 개월간의 정직 처분만 받았으며, 이 기간 동안 급여의 절반만 지급받았다. 1948년, 그는 일반 전시 복무로 레지옹 도뇌르 훈장을 받았다.
파퐁은 비시의 지사를 대체한 고위 공무원인 공화국 위원의 비서실장이 되었다. 그는 전쟁 중과 동일한 직무를 효과적으로 유지했다. 올리비에 귀샤르에 따르면 샤를 드골과 다른 이들은 "그의 과거를 완벽하게 알고 있었다"고 한다. 드골은 1944년 9월 보르도 해방 후 그를 직접 영접했다.
파퐁은 1944년 8월 처음으로 랑드주 지사로 임명되었고, 이후 가스통 퀴생 휘하의 아키텐 공화국 위원의 비서실장이 되었다. 퀴생이 보르도를 떠나자 그의 후임자인 드골주의 레지스탕스 출신 자크 수스텔이 파퐁의 직무를 확인해 주었다. 몇 달 후, 모리스 부르제모누리도 그를 그곳에 확인해 주었다.

1945년 10월, 파퐁은 내무부의 알제리 부국장으로 임명되었다. 1년 후, 그는 사회주의 노동자 인터내셔널 프랑스 지부(SFIO)의 내무장관 장 비옹디의 국무 비서가 되었다. 드골의 전기 작가 에릭 루셀은 공화국의 생존에 대해 비민주적 운동으로부터 우려하던 장군이자 대통령에게 다음과 같이 썼다.
"국가의 권위는 너무나 신성하고, 공산주의자들이 초래하는 위험은 너무나 참을 수 없으므로, 그는 비시 정권을 위해 꽤 오랫동안 일했을 수도 있는 사람들을 양심의 문제 없이 기꺼이 받아들였다."
파퐁은 1947년 1월 레옹 블룸 정부에 의해 코르시카 지사로 임명되었고, 1949년 10월에는 급진주의자 앙리 퀘이유 정부(내무부에는 SFIO 당원 쥘 모크가 있었다)에 의해 알제리 콩스탕틴 지사로 임명되었다. 1954년에는 보호령 총비서 자격으로 모로코에 가서 모로코 민족주의자들을 진압하는 데 일조했다. 그는 1956년 알제리 전쟁(1954–1962) 중에 콩스탕틴으로 돌아와 민간인에 대한 고문을 포함한 진압 활동에 적극적으로 참여했다.

## 파리 경찰청장
1958년 3월, 파퐁은 급진주의자 펠릭스 가야르 정부에 의해 파리 경찰청장으로 임명되었다.

### 1958년 5월 위기
파퐁은 1958년 5월 위기에서 중요한 역할을 했으며, 이는 드골을 권좌에 앉히고 프랑스 제5공화국의 건국으로 이어졌다. 그는 드골의 수상 임명과 특별 권한 부여를 위해 위기를 이용하도록 보장하는 비밀 드골주의 회의에 참여했다. 1958년 7월 3일, 그는 르 몽드에 따르면 "결코 꿈꿀 수 없었던" 저항운동 참전 용사 카드를 획득하는 데 성공했다. 1961년 7월 12일, 드골 대통령은 국가에 대한 공로로 그에게 프랑스 레지옹 도뇌르 훈장을 수여했다.

### 1961년 10월 학살
파퐁은 1961년 파리 학살 동안의 진압을 감독했다. 1961년 10월 17일, 알제리 국민해방전선이 조직한 대규모 평화 시위는 파퐁이 프랑스 전역에서 발생한 일련의 폭탄 테러에 대한 "우려"를 이유로 "권고"했던 통행금지를 위반했다. 경찰은 11,000명을 체포했으며, 이들은 단순히 외모 때문에 체포되었다고 주장했다.
그들은 주로 마그레브 출신이었지만 스페인인, 포르투갈인 및 이탈리아인도 포함되었다. 그들은 비시 정권의 비극적인 메아리처럼 대중 버스를 타고 박람회장, 벨로드롬 디베르 및 비시 정권 하에서 수용소로 사용되었던 다른 센터로 보내졌다. 경찰청 안뜰에서 학살이 발생했으며, 구금자들은 구체적인 혐의 없이 구금되었다. 며칠 후 박람회장에서 구금자들은 비인간적인 대우를 받았다. 1961년 10월 내내 체포는 계속되었다. 한편, 센강에 시신이 떠다니는 것이 발견되었다.
저명한 역사가 장뤼크 에이노디에 따르면, 이 사건으로 최대 200명이 사망했다. 일부 기록이 파괴되었고 다른 기록은 여전히 기밀로 분류되어 있어 사망자의 정확한 수는 알 수 없다. 당시 로제 프레가 내무장관이었던 드골이 이끄는 프랑스 정부는 사망자 중 단 두 명만을 인정했다. 1999년 정부 조사에서는 그날 밤 48명이 익사하고 그 전후 몇 주 동안 142명의 알제리인이 비슷한 방식으로 사망했으며, 그중 110명은 센강에서 발견되었다고 결론 내렸다. 또한 실제 사망자 수는 거의 확실히 더 많았을 것이라고 결론 내렸다. 르 몽드에 따르면, 파퐁은 "침묵을 조직했다." 역사가들이 목소리를 내기 시작한 것은 1990년대에 들어서였다. 프랑스 정부는 마지못해 48명의 사망자를 인정했지만, 역사가 다비드 아술린이 조사한 파리 기록에는 70명의 사망자가 기록되어 있다. 파퐁은 그 학살에 대한 책임을 결코 인정하지 않았다.

### 1962년 2월 학살
파퐁은 또한 "프랑스령 알제리"를 위한 육군비밀조직의 폭력적인 캠페인에 반대하는 1962년 2월 8일 시위 때도 책임자였다. 프랑스 공산당이 조직한 이 시위는 국가에 의해 금지되었다. 총노동조합연맹(CGT) 소속 노조원 9명(대부분 공산주의자)이 같은 정부 하에서 파퐁이 지휘하는 경찰에 의해 샤론역에서 살해되었다. 1962년 2월 13일, 살해된 9명(한 명은 파니 드베르페)의 장례식에는 수십만 명이 참석했다.
2007년 2월 8일, 지하철역 근처의 광장인 1962년 2월 8일 광장은 베르트랑 들라노에 파리 시장에 의해 봉헌되었으며, 살인 사건이 발생한 지하철역 내부에 설치된 기념 명판 발치에 꽃다발이 놓였다.

### 벤 바르카 사건
파퐁은 1965년 10월 파리에서 모로코 반체제 인사이자 삼대륙 회의의 지도자였던 메흐디 벤 바르카가 납치된 사건 이후 직무를 떠나야 했다. 두 명의 프랑스 경찰관과 프랑스 비밀 요원이 모로코 내무장관 모하메드 우프키르가 명령한 것으로 추정되는 강제 실종에 참여했다. 이는 다양한 국제 정보 기관이 연루된 아직 해결되지 않은 사건이다.
드골은 1967년 초 파퐁에게 사임을 요청할 수밖에 없었다. 파퐁의 후임은 모리스 그리모였다.

## 회사 사장 및 정부 장관

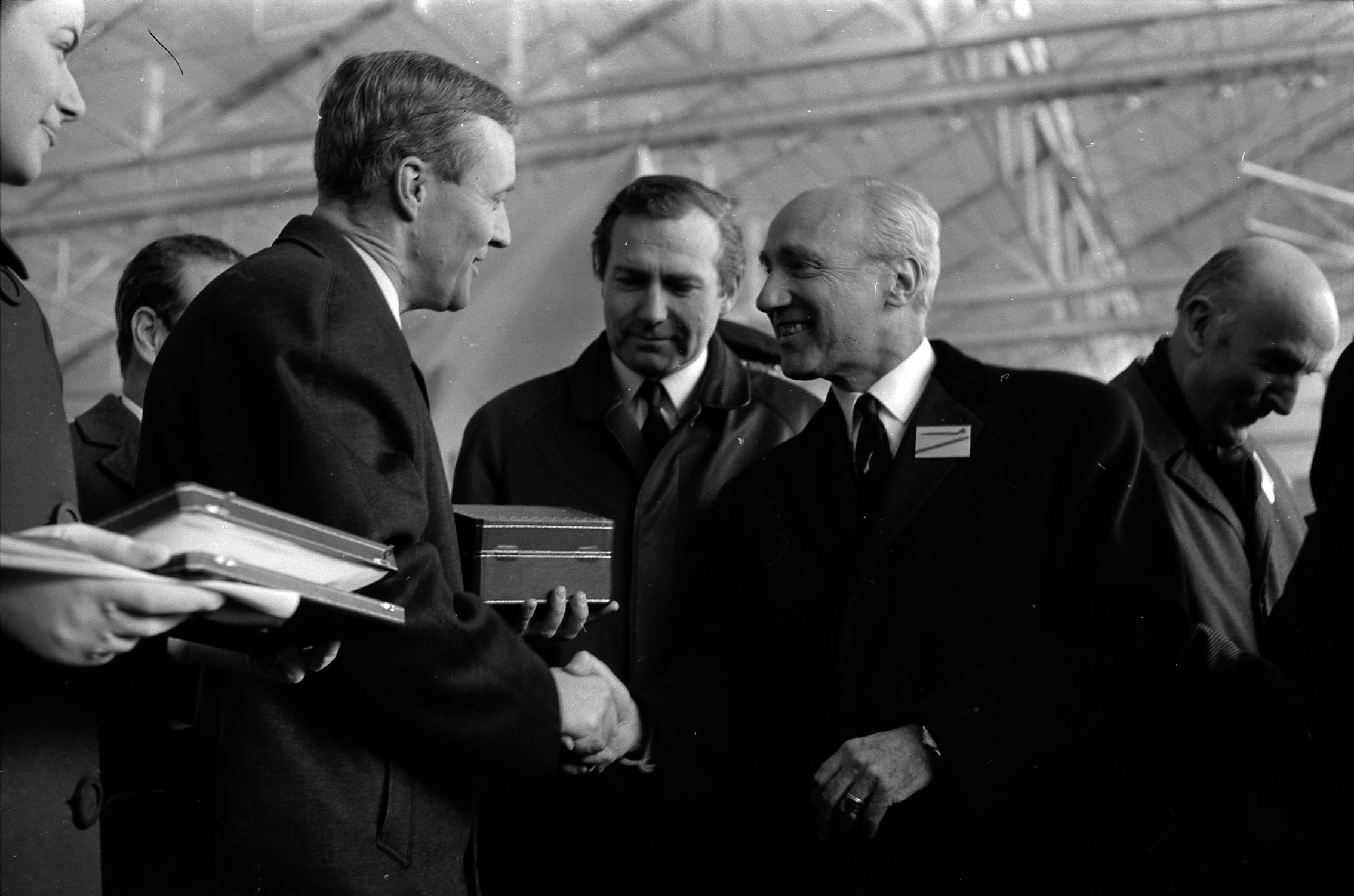
콩코드 (비행기) 발표회에서 토니 벤과 악수하는 모리스 파퐁.

드골은 파퐁이 쉬드 항공(1967년~1968년)의 사장이 되도록 도왔다. 이 회사는 나중에 아에로스파시알과 합병되어 1969년에 첫 콩코드 (비행기) 여객기를 제작했다. 1968년 5월, 그는 다음과 같이 썼다. "점령이 다시 돌아온 것인가? 젊은 독일 무정부주의자 다니엘 콘벤디트가 자유롭게 폭동을 조장하고 있다." 파리 경찰의 새 수장은 단 한 명의 사망자도 없이 상황을 처리했다.틀:Ambiguous
파퐁은 1968년 5월 드골주의 공화국민주연합(UDR) 후보로 셰르 (데파르트망)의 국회의원에 당선되었다. 그는 1973년과 1978년에 다시 당선되었는데, 이제는 신드골주의 공화국연합(RPR) 소속이었다. 그는 1971년과 1977년에 생타망몽롱 시장으로 선출되었다. 파퐁은 랭스에 있는 유리 공예 회사인 베르레리 메카니크 샹프누아즈의 이사였다.
1977년 6월 4일부터 5일 밤 사이, 코만도가 파업 중인 노동자들에게 총격을 가해 총노동조합연맹(CGT) 노조원 피에르 매트르를 살해하고 다른 두 명에게 심각한 부상을 입혔다. 코만도 대원 5명 중 4명은 CGT 소속이었고 경찰에 체포되었다. 20년 형을 선고받은 코만도 대장이자 총격범과 운전자는 민간 행동국(Service d'Action Civique) 소속이었다.
1968년부터 1971년까지 파퐁은 공화국민주연합의 재무 담당자였다. 그는 1972년에 국민의회 재정위원회 위원장이 되었고, 1973년부터 1978년까지 예산 발표 의원(rapporteur général du budget)을 지냈다. 그는 1978년부터 1981년까지 총리 레몽 바르와 발레리 지스카르 데스탱 대통령 휘하에서 예산부 장관을 지냈고, 1983년에 시장 임기를 마치고 더 이상의 정치 활동을 포기했다.

## 재판, 수감 및 석방
그의 홀로코스트 책임에 대한 증거는 1981년부터 1980년대 내내 드러났고, 그는 일련의 법적 싸움을 벌였다.

### 르 카나르 앙셰네 유출 사건
1981년 5월 6일, 르 카나르 앙셰네 신문은 "파퐁, 보조관. 지스카르 장관이 유대인을 강제 이송했을 때"라는 기사를 게재했다. 또한 파퐁이 서명한 여러 문서를 공개하여 1942년부터 1944년까지 보르도의 유대인 1,690명을 드랑시로 강제 이송한 그의 책임이 드러났다. 이 문서는 파퐁의 급습에서 살아남은 미셸 슬리틴스키(1925–2012)가 신문에 제공했으며, 슬리틴스키는 1981년 2월 해당 부서의 기록 보관소에서 이 문서를 발견한 역사가 미셸 베르주로부터 받았다. 5월 6일 기사 게재는 대통령 선거 2차 투표가 열리기 4일 전이었는데, 이 선거에서는 프랑수아 미테랑 후보가 승리했으며, 당시 파퐁은 현직 대통령 발레리 지스카르 데스탱 휘하의 내각 장관이었다.

### 법적 싸움
저명한 나치 사냥꾼 세르주 클라르스펠트와 베아트 클라르스펠트는 그를 재판에 넘기는 데 도움을 주었으며, 세르주와 그의 아들 아르노는 피해자 가족들을 대변했다. 비시 정권 하의 프랑스 경찰청장이었던 르네 부스케와 같은 다른 중요한 협력자들은 재판을 받지 않았다. 부스케 자신은 재판이 시작되기 직전인 1993년에 암살당했다. 그의 보좌관인 장 레기는 1942년 7월 벨로드롬 디베르 대규모 검거에서 자신의 역할로 인도에 반한 죄로 기소된 지 10년 후인 1989년에 암으로 사망했다. 1995년 시라크 대통령은 검거에 대한 프랑스 국가의 공모를 인정했다.
파퐁은 사망 전에 회고록을 쓰기 시작했는데, 그는 홀로코스트에 대한 프랑스 국가의 개입을 시라크가 공식적으로 인정한 것을 비판했다.
인도에 반한 죄, 암살 공모, 직권 남용 혐의는 1983년 1월 파퐁에게 처음 제기되었다. 3개월 후, 파퐁은 피해자 가족들을 명예훼손으로 고소했지만 결국 패소했다. 지연된 조사는 법적 기술적 문제(예: 수사 판사의 실수)로 인해 1987년에 취소되었다. 새로운 혐의는 1988년, 1990년 10월, 1992년 6월에 제기되었다. 조사는 1995년 7월에 완료되었다.
1995년 12월, 파퐁은 아시스 법원으로 송치되어 4대의 강제 이송 열차(나중에 8대로 늘어남)를 조직한 혐의로 기소되었다. 프랑스 언론은 살인 위원회에서 "상부의 명령을 따랐을 뿐"이라고 주장하는 보르도 관리 파퐁과, 당시 보르도 주재 포르투갈 영사로 정부 명령을 무시하고 생명을 구한 아리스티데스 드 소자 멘데스를 대조했다.

### 재판
파퐁은 14년 간의 지루한 법정 싸움 끝에 1997년 10월 8일 마침내 재판을 받았다. 이 재판은 프랑스 역사상 가장 길었으며 1998년 4월 2일까지 진행되었다. 파퐁은 1942년부터 1944년 사이에 1,560명의 유대인, 그 중 일부는 어린이 또는 노인을 체포하고 강제 이송하도록 명령한 혐의로 기소되었다.
30년 전 아돌프 아이히만의 재판과 마찬가지로, 이 재판의 쟁점 중 하나는 개인이 책임의 사슬에서 어느 정도까지 책임져야 하는지를 결정하는 것이었다. 파퐁의 변호사들은 그가 중간급 관리였고, 누구를 추방할지에 대한 결정을 내리는 사람이 아니었다고 주장했다. 그의 변호사들은 그가 주어진 상황에서 최선을 다했고, 자신의 감금 하에 있는 동안 추방될 사람들이 잘 대우받도록 보장했다고 주장했다. 검찰은 명령을 따랐다는 변호가 충분하지 않으며, 그가 추방에 대한 적어도 일부 책임을 졌다고 주장했다. 그들은 그 시대의 최고의 역사가들의 도움을 받아, 유대인 강제 이송 조건을 "인간화"하려고 노력했다는 그의 주장을 해체했다.
파퐁은 메리냥 수용소까지의 운송 조건을 인도적으로 만들기 위해 노력했다고 주장했지만, 역사가들은 그의 우려가 효율성에 의해 동기 부여되었다고 증언했다. 파퐁은 SNCF가 다른 여러 이송에서 사용했던 가축 열차가 아닌 일반 열차를 사용했다고 주장했지만, 역사가들은 그가 지역 주민들의 유대인에 대한 동정심 표현을 막으려 했다고 주장했다.
재판 중 전문가로 증언한 당대 주요 역사가로는 장피에르 아제마, 앙리 루소, 모리스 라쥐프스, 르네 레몽, 앙리 아무루, 미국 역사가 로버트 팩스턴이 있었다. 변호인 측은 국제 및 국내 상황이 무관하다고 주장하며 팩스턴의 증언을 배제하려 했지만, 판사는 그 주장을 기각하고 "인도에 반한 죄"는 필연적으로 더 넓은 맥락을 의미한다고 말했다.
비시 정권 역사 전문가인 팩스턴은 비시 정권이 "외국인 유대인"을 독일에 넘겨주어 "프랑스 유대인"을 "보호하려고 했다"는 "선입견"을 일축했다. "처음부터, 최고위층에서는 [프랑스 유대인]의 출국이 불가피하다는 것을 알고 있었다.... 이탈리아인들은 유대인들을 보호했다. 그리고 프랑스 당국은 독일에 대해 불평했다.... 프랑스 국가 자체가 유대인 학살 정책에 참여했다." 배심원단에게 36분간의 최종 변론에서 파퐁은 홀로코스트 기간에 살해된 사람들을 거의 언급하지 않았다. 그는 자신을 "프랑스 법사상 가장 슬픈 장"의 희생자라고 묘사했다. 그는 "모스크바 재판"을 비난하고 자신의 상황을 19세기 유대인 알프레드 드레퓌스의 상황에 비유했다.

### 평결, 항소 및 도피
파퐁이 8대의 "죽음의 열차"를 조직했음이 입증되자, 원고 측 변호인들은 그러한 범죄에 대해 일반적으로 적용되는 종신형 대신 20년형을 권고했다. 파퐁은 1998년 나치스의 인도에 반한 죄에 공모한 혐의로 유죄 판결을 받았다. 그는 10년형을 선고받았으나 3년 미만 복역했다. 그의 변호사들은 파기원 (프랑스)에 항소했지만, 파퐁은 항소 심리 시작 전에 교도소에 출두해야 한다는 프랑스 법률을 위반하고 로베르 드 라 로슈푸코라는 이름으로 스위스로 도피했다. 그는 1999년에 재체포되었으나, 고령과 건강 문제로 인해 복역 기간이 짧았다.
실제 로베르 드 라 로슈푸코는 파퐁이 레지스탕스와 함께 일했다고 주장한 프랑스 레지스탕스 영웅으로, 파퐁에게 도피를 가능하게 하기 위해 자신의 여권을 주었다. 1999년 10월 21일로 예정되었던 파퐁의 항소는 그의 도피로 인해 법원에서 자동 기각되었다.

### 투옥 및 석방
프랑스는 국제수배를 발부했고, 파퐁은 스위스 경찰에 의해 신속히 체포되어 송환되었다. 1999년 10월 22일, 파퐁은 파리의 라상테 교도소에서 형기를 시작했다.
파퐁은 2000년 3월 건강 악화를 이유로 석방을 신청했으나, 자크 시라크 대통령은 세 차례나 이를 거부했다. 파퐁은 수감 중에도 법적 싸움을 계속했다. 그의 변호사들은 유럽인권법원에 항소하여 프랑스 법원이 기술적인 이유로 그의 항소를 거부한 것이 사건의 본질에 대한 판단 없이 파퐁의 항소권을 침해한 것이라고 주장했다. 법원은 2002년 7월 이를 받아들여 파기원을 질책하고 파퐁에게 429,192 프랑스 프랑(약 65,400 유로)의 소송 비용을 지급하도록 판결했으나 손해 배상은 인정하지 않았다.
한편, 파퐁의 변호인들은 프랑스에서 별도의 소송을 제기하여 2002년 3월에 제정된 법률에 따라 그의 석방을 청원했는데, 이 법률은 아프고 고령의 수감자들이 외부 의료 지원을 받기 위해 석방될 수 있도록 규정하고 있었다. 그의 의사들은 당시 92세였던 파퐁이 본질적으로 무능력 상태임을 확인했다. 그는 이 법에 따라 석방된 두 번째 인물이 되었고, 2002년 9월 18일, 형기의 3년도 채 되지 않아 감옥을 떠났다. 전 법무장관 로베르 바댕테르는 석방을 지지한다고 밝혔는데, 이는 피해자 유족들과 아르노, 세르주 클라르스펠트로부터 분노를 불러일으켰다.
파퐁 피해자 유족들과 인권 비정부 기구들은 다른 많은 수감자들이 이 법의 혜택을 받지 못했다는 점을 지적했다(말기 에이즈 환자 및 부분 편마비를 앓고 있음에도 불구하고 2007년 기준 여전히 수감 중인 직접 행동 조직의 일원 나탈리 메니공 포함).
프랑스 인권 연맹 (LDH)은 파퐁은 석방되었지만 다른 수감자들은 그렇지 못하다는 법 앞의 불평등을 비판했다.

## 만년 및 장례식
2004년 3월, 레지옹 도뇌르 사무국은 파퐁이 언론 인터뷰를 위해 사진 촬영 중 유죄 판결 후 박탈된 훈장을 불법적으로 착용했다고 고발했다. 그는 재판을 받아 2,500유로의 벌금을 부과받았다. 2007년 2월, 파퐁은 울혈성 심부전으로 심장 수술을 받았다. 수술은 처음에는 성공적이라고 생각되었으나, 며칠 후인 2월 17일, 96세의 나이로 사망했다.
그의 변호인 프란시스 부이예망은 파퐁이 레지옹 도뇌르 사령관 휘장을 달고 매장되어야 한다고 선언했다. 이는 장마리 르펜의 극우 국민전선 (프랑스)을 제외한 모든 프랑스 정당들의 대중적 분노를 촉발시켰다.
대중운동연합 프랑스 국민의회 대표인 베르나르 아코예는 레지옹 도뇌르 훈장 대법관으로서 시라크가 이를 막기 위해 개인적으로 개입할 수도 있다고 제안했지만, 시라크는 그렇게 하지 않았다. 파퐁은 2007년 2월 21일 휘장을 달고 매장되었다. 파퐁 희생자 중 한 명의 아들은 파퐁에 대해 "그는 회개하지 않는 죽은 자일 뿐만 아니라, 복수심에 불타는 자로 남고 싶어 한다"고 언급했다.

그의 사망 후, 아이리시 인디펜던트는 한 기사에서 다음과 같이 썼다. '히틀러가 유대인 이후 아랍인도 전멸시켰을 것이라는 의심은 없다':
지난주 그의 소중한 레지옹 도뇌르와 함께 무덤에 묻힌 모리스 파퐁은 많은 아랍인들이 오랫동안 의심했지만 일반적으로 인정하기를 거부했던 사실을 증명했다: 히틀러를 위해 일했던 관료들과 인종차별주의자들은 모든 셈족 사람들을 자신의 적이라고 간주했으며, 히틀러의 군대가 중동에 도달했다면 유럽의 유대인에게 그랬던 것처럼 "아랍 문제"에 대한 "최종 해결책"을 궁극적으로 찾아냈을 것이라는 점이다. 1942년 보르도 및 그 주변 지역에서 1,600명의 유대인(그중 223명은 어린이)을 체포하고 강제 이송한 파퐁의 책임은 1998년 재판에서 속담에 나올 만한 의심의 여지 없이 입증되었다. 1961년 그의 파리 경찰에 의해 살해되어 센 강에 던져진 알제리인의 정확한 수는 덜 명확하다.

## 같이 보기
- 클라우스 바르비
- 폴 투비에
- 르네 부스케